# Dirca occidentalis
Dirca occidentalis är en tibastväxtart som beskrevs av Asa Gray. Dirca occidentalis ingår i släktet Dirca och familjen tibastväxter. Inga underarter finns listade i Catalogue of Life.

## Bildgalleri

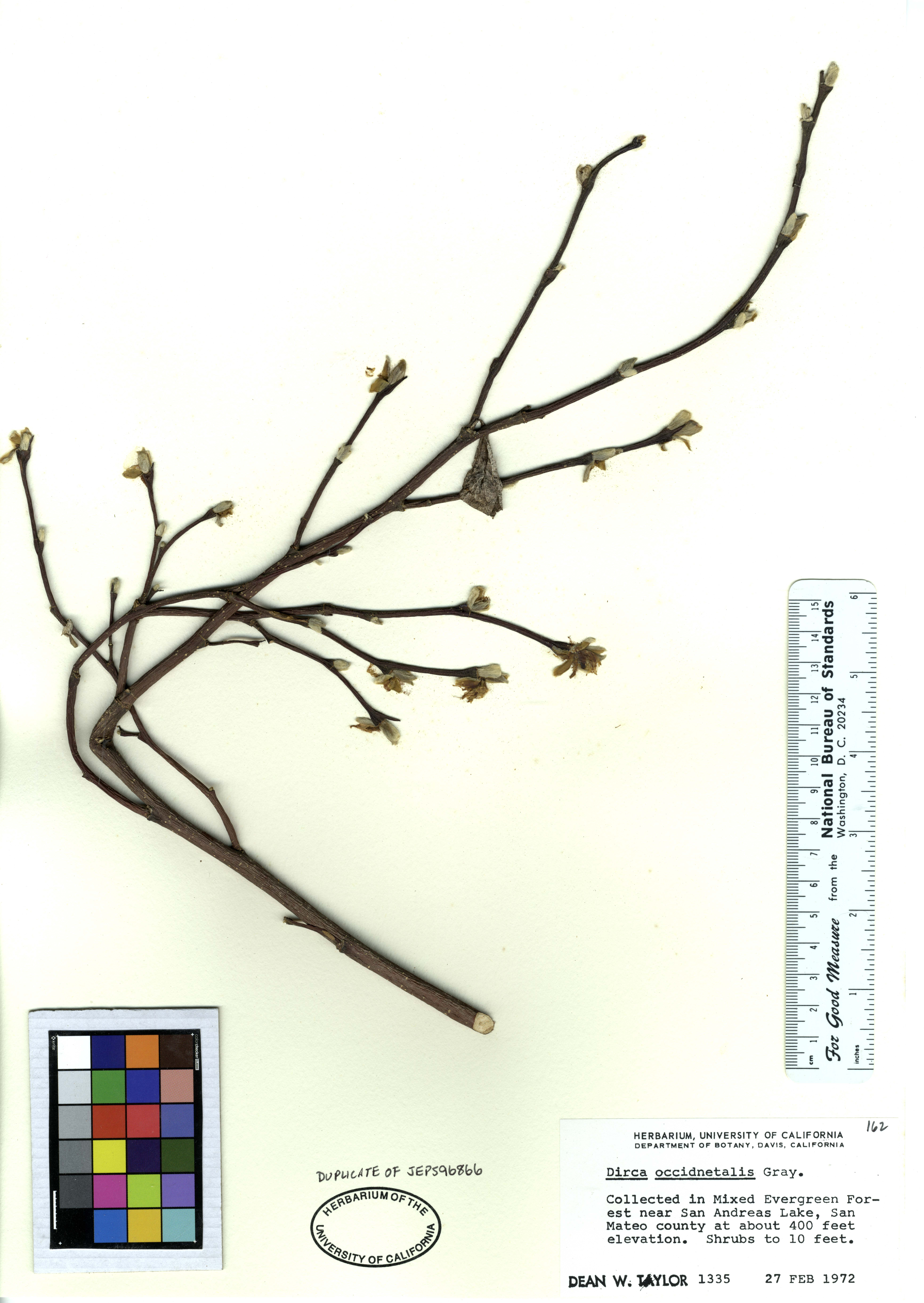